# Каміла Джангреко Кампіс
Каміла Джангреко Кампіс (ісп. Camila Giangreco Campiz; нар. 24 серпня 1996) — колишня парагвайська тенісистка.
Найвищу одиночну позицію світового рейтингу — 500 місце досягла 20 листопада 2017, парну — 403 місце — 1 жовтня 2018 року.
Здобула 2 одиночні та 20 парних титулів ITF WTA ATP.

## Фінали ITF

### Одиночний розряд: 4 (2–2)
| Легенда         |
| --------------- |
| Турніри $50,000 |
| Турніри $25,000 |
| Турніри $15,000 |
| Турніри $10,000 |

| Фінали за покриттям |
| ------------------- |
| Тверде (0–0)        |
| Ґрунт (2–2)         |
| Трава (0–0)         |
| Килим (0–0)         |

| Результат | Ранг | Дата     | Турнір                     | Покриття | Суперниця        | Рахунок          |
| --------- | ---- | -------- | -------------------------- | -------- | ---------------- | ---------------- |
| Перемога  | 1.   | Жов 2012 | ITF Луке, Парагвай         | Ґрунт    | Анаміка Бгаргава | 7–5, 6–4         |
| Поразка   | 1.   | Жов 2014 | ITF Ліма, Перу             | Ґрунт    | Б'янка Ботто     | 3–6, 4–6         |
| Поразка   | 2.   | Тра 2017 | ITF Каїр, Єгипет           | Ґрунт    | Маріам Болквадзе | 3–6, 6–3, 6–7(4) |
| Перемога  | 2.   | Лис 2017 | ITF Енкарнасьйон, Парагвай | Ґрунт    | Наталі Курата    | 6–4, 6–2         |

### Парний розряд: 25 (20–5)
| Легенда          |
| ---------------- |
| Турніри $100,000 |
| Турніри $75,000  |
| Турніри $50,000  |
| Турніри $25,000  |
| Турніри $15,000  |
| Турніри $10,000  |

| Фінали за покриттям |
| ------------------- |
| Тверде (0–0)        |
| Ґрунт (20–5)        |
| Трава (0–0)         |
| Килим (0–0)         |

| Результат | Ранг | Дата     | Турнір                          | Покриття | Партнерка              | Суперниці                                   | Рахунок                |
| --------- | ---- | -------- | ------------------------------- | -------- | ---------------------- | ------------------------------------------- | ---------------------- |
| Поразка   | 1.   | Сер 2013 | ITF Санта-Крус, Болівія         | Ґрунт    | Сесілія Коста Мольгар  | Марія Фернанда Альварес Теран Данієла Руїс  | 5–7, 3–6               |
| Перемога  | 1.   | Кві 2015 | Villa del Dique, Аргентина      | Ґрунт    | Фернанда Бріто         | Ана Вікторія Гоббі Монльяу Constanza Vega   | 6–3, 6–7(4), [10–6]    |
| Перемога  | 2.   | Сер 2015 | Дуїно-Ауризіна, Італія          | Ґрунт    | Еріка Вогелсанг        | Pia Brglez Sara Palčič                      | 6–2, 7–5               |
| Перемога  | 3.   | Бер 2016 | Сан-Жозе-ду-Ріу-Прету, Бразилія | Ґрунт    | Кароліна Алвес         | María Fernanda Herazo Noelia Zeballos       | 6–3, 6–4               |
| Перемога  | 4.   | Бер 2016 | Сан-Жозе-дус-Кампус, Бразилія   | Ґрунт    | Constanza Vega         | Гвадалупе Перес Рохас Надія Подороська      | 6–7(5), 7–6(5), [10–8] |
| Перемога  | 5.   | Кві 2016 | Вілья дель Діке, Аргентина      | Ґрунт    | Фернанда Бріто         | Наталі Курата Едуарда Піай                  | 6–3, 7–5               |
| Перемога  | 6.   | Чер 2016 | Буенос-Айрес, Аргентина         | Ґрунт    | Кароліна Алвеш         | Софія Бланко Constanza Vega                 | 2–6, 6–2, [11–9]       |
| Перемога  | 7.   | Сер 2016 | Медельїн, Колумбія              | Ґрунт    | Фернанда Бріто         | María Fernanda Herazo Карла Лусеро          | 6–4, 6–2               |
| Перемога  | 8.   | Сер 2016 | Калі (місто), Колумбія          | Ґрунт    | Фернанда Бріто         | Емілі Епплтон Naomi Totka                   | 6–1, 6–4               |
| Перемога  | 9.   | Жов 2016 | Перейра (Колумбія), Колумбія    | Ґрунт    | Фернанда Бріто         | María Paulina Pérez Паула Андреа Перес      | 6–1, 6–2               |
| Поразка   | 2.   | Лис 2016 | Сантьяго, Чилі                  | Ґрунт    | Фернанда Бріто         | Вікторія Родрігес Ана Софія Санчес          | 5–7, 5–7               |
| Перемога  | 10.  | Гру 2016 | Санта-Крус, Болівія             | Ґрунт    | Фернанда Бріто         | Вікторія Босіо Вікторія Родрігес            | 6–2, 7–5               |
| Поразка   | 3.   | Кві 2017 | Іракліон, Греція                | Ґрунт    | Тамара Чурович         | Настя Колар Ясмина Тиньїч                   | 1–6, 1–6               |
| Перемога  | 11.  | Лип 2017 | Кампус-ду-Жордау, Бразилія      | Ґрунт    | Інгрід Гамарра Мартінс | Наталі Курата Rebeca Pereira                | 6–3, 7–6(1)            |
| Перемога  | 12.  | Жов 2017 | Вілья дель Діке, Аргентина      | Ґрунт    | Фернанда Бріто         | Маріана Корреа Флавія Гімарайнш Буену       | 6–3, 6–3               |
| Перемога  | 13.  | Жов 2017 | Буенос-Айрес, Аргентина         | Ґрунт    | Фернанда Бріто         | Bárbara Gatica Guillermina Naya             | 7–5, 0–6, [10–5]       |
| Перемога  | 14.  | Жов 2017 | Lambaré, Парагвай               | Ґрунт    | Фернанда Бріто         | Таїса Грана Педретті Noelia Zeballos        | w/o                    |
| Перемога  | 15.  | Лис 2017 | Асунсьйон, Парагвай             | Ґрунт    | Фернанда Бріто         | Таїса Грана Педретті Наталі Курата          | 7–6(7), 6–4            |
| Поразка   | 4.   | Гру 2017 | Санта-Крус, Болівія             | Ґрунт    | Фернанда Бріто         | Вікторія Босіо Stephanie Mariel Petit       | 5–7, 6–2, [8–10]       |
| Перемога  | 16.  | Бер 2018 | Кампінас, Бразилія              | Ґрунт    | Фернанда Бріто         | Лара Ескауріса Марсела Сакаріас             | 6–4, 4–6, [10–4]       |
| Перемога  | 17.  | Лип 2018 | Тампере, Фінляндія              | Ґрунт    | Бояна Маринкович       | Polina Bakhmutkina Elena Malygina           | 1–6, 6–4, [10–7]       |
| Перемога  | 18.  | Сер 2018 | Ламбаре, Парагвай               | Ґрунт    | Фернанда Бріто         | Bárbara Gatica Rebeca Pereira               | 6–4, 4–6, [10–3]       |
| Перемога  | 19.  | Вер 2018 | ITF Асунсьйон, Парагвай         | Ґрунт    | Фернанда Бріто         | Marcela Guimaraes Bueno Анастасія Шаульська | 6–0, 6–2               |
| Поразка   | 5.   | Вер 2018 | ITF Луке, Парагвай              | Тверде   | Sarah Tami-Masi        | Melissa Morales Kirsten-Andrea Weedon       | 5–7, 4–6               |
| Перемога  | 20.  | Вер 2018 | ITF Буенос-Айрес, Аргентина     | Ґрунт    | Фернанда Бріто         | Julieta Lara Estable Каталіна Пелла         | 7–5, 7–6(2)            |